# Red Wall

Die Ergebnisse der Unterhauswahlen von 2017 und 2019 mit den Wahlkreisen in den West Midlands, Lancashire, West Yorkshire und Nordostengland.

Karte (mit Wahlkreisen in gleicher Größe) mit den Wahlkreisresultaten der Unterhauswahl von 2017 zur Veranschaulichung der Red Wall.

Die Red Wall (auf Deutsch etwa: Rote Mauer oder Rote Wand) ist ein Begriff, mit dem Wahlkreise in England und Wales – vor allem in den Midlands, in Nordengland und im Nordosten von Wales – bezeichnet werden, in denen in der Vergangenheit überwiegend Kandidaten der Labour Party gewählt wurden. Der Ausdruck wurde im August 2019 vom Wahlforscher James Kanagasooriam geprägt.
Auf Landkarten mit den Ergebnissen früherer Wahlen hat der Block mit den Wahlkreisen, die von der Labour Party gehalten wurden, das Aussehen einer Mauer oder Wand. Auf Darstellungen in den Medien waren die Wahlkreise rot eingefärbt entsprechend der traditionellen Parteifarbe von Labour. Dieser optische Effekt wird noch gesteigert, wenn man eine Karte mit Wahlkreisen in gleicher Größe verwendet. So erstreckte sich bei der Wahl von 2017 ein Riegel durch den ganzen Norden von England.
Bei der Unterhauswahl von 2019 gingen viele dieser Wahlkreise überraschend an die Konservativen. In Presseberichten erschien die bisherige Rote Mauer nunmehr als „gebläut“, „zerbröselt“, „umgestürzt“ oder „zertrümmert“.
Bei der Nachwahl 2021 im Wahlkreis Hartlepool eroberten die Konservativen einen weiteren Wahlkreis der roten Mauer. Bei der ebenfalls 2021 erfolgten Nachwahl im Wahlkreis Batley and Spen, der auch zur roten Mauer zählte, gelang es Labour zwar, den Wahlkreis zu halten, jedoch mit einem geringeren Vorsprung als bisher.
Bei der Nachwahl 2022 im Wahlkreis Wakefield gelang es der Labour Party erstmals wieder, einen Wahlkreis der roten Mauer zurückzuerobern.

## Hintergrund
Über lange Zeiträume galten Wahlkreise in den nördlichen Midlands und in Nordengland, in denen die Arbeiterklasse stark vertreten war, als Hochburgen der Labour Party. So kamen etwa bereits bei der 1906 general election zwei Drittel der ins Unterhaus gewählten Abgeordneten von Labour aus Wahlkreisen in Nordengland. Im Jahr 2014 stellten die Politikwissenschafter Robert Ford und Matthew Goodwin in ihrem Buch Revolt on the Right dar, wie es der UK Independence Party gelang, Wählerstimmen aus der Arbeiterklasse zu gewinnen.
Bei der Unterhauswahl 2017 hatten die Konservativen insgesamt Wahlkreise verloren, jedoch sechs bisher von Labour gehaltene Wahlkreise in den Midlands und im Norden erobert: North East Derbyshire, Walsall North, Mansfield, Stoke-on-Trent South, Middlesbrough South and East Cleveland und Copeland (bereits bei der Nachwahl 2017 erobert und nunmehr gehalten). Bei der Unterhauswahl 2019 gelang es den Konservativen, die Stimmenmehrheit in diesen Wahlkreisen noch auszubauen.
Nigel Farage, der ehemalige Vorsitzende der Brexit Party, vertrat die Auffassung, dass viele ehemalige Labour-Wähler, die für UKIP und die Brexit Party gestimmt hatten, weniger Probleme damit hatten, für die Konservativen zu stimmen.

## Die Wahlergebnisse von 2019

Erfolge in den Wahlkreisen bei der Unterhauswahl 2019 (Erfolge der Konservativen in blau)

Bei der Unterhauswahl 2019 erzielten die Konservativen in England einen Zugewinn von 48 Unterhaussitzen. Die Labour Party verlor in England unter dem Strich 47 Sitze und damit ungefähr 20 % ihrer bei der Unterhauswahl 2017 noch gehaltenen „Red-Wall-Mandate“. In all diesen Wahlkreisen hatte es beim Referendum eine Mehrheit für den Austritt aus der EU gegeben. Auch beim Wechsel zu den Konservativen scheint das Brexit-Thema eine Rolle gespielt zu haben.
Wähler in Wahlkreisen wie Bolsover und Wechselwähler, von denen man annimmt, dass sie vom „Workingtoner“, dem typischen Wähler solcher Wahlkreise, verkörpert werden, nannten den Brexit und die Führung der Labour Party unter Jeremy Corbyn als Gründe, warum sie nicht Labour gewählt hatten. Die Partei verlor in der „roten Mauer“ in einigen Wahlkreisen wie Sedgefield, Ashfield und Workington so viel Unterstützung, dass die Konservativen diese Sitze auch ohne den Stimmenzuwachs der Tories gewonnen hätten. Zu den  Wahlkreisen der „roten Mauer“, die 2019 von den Konservativen gewonnen wurden, gehören beispielsweise:
| Wahlkreis             | County             | % für Austritt beim EU-Referendum 2016 EU | Einzelheiten | Einzelnachweise             |
| --------------------- | ------------------ | ----------------------------------------- | --- | --------------------------- |
| Bassetlaw             | Nottinghamshire    | 68,3 %                                    | Wahlkreis seit 1935 von der Labour Party gehalten. Die Konservativen gewannen 2019 mehr als die Hälfte der Stimmen. 18,4 % der Wähler wechselten von Labour zu den Konservativen. | [ 20 ] [ 3 ]                |
| Heywood and Middleton | Greater Manchester | 62,4 %                                    | Der Wahlkreis wurde seit seiner Entstehung im Jahr 1983 von Labour gehalten. In der Nachwahl von 2014 wurde er fast an UKIP verloren, Labour hielt den Wahlkreis mit 617 Stimmen. Bei den Wahlen 2015 und 2017 konsolidierten sich die Anteile von Labour, die Partei erzielte Mehrheiten von 5.000 bzw. 7.000 Stimmen. |                             |
| Bishop Auckland       | County Durham      | 60,6 %                                    | Der Wahlkreis wurde von Labour bei allen Unterhauswahlen mit der einen Ausnahme der Wahl von 1918 gehalten. Allerdings sank die Stimmenmehrheit bei jeder Wahl von 2001 bis 2017. Es siegte 2019 zum ersten Mal in der 134-jährigen Geschichte des Wahlkreises eine konservative Abgeordnete mit einer Mehrheit von 7.962 Stimmen. | [ 20 ] [ 4 ]                |
| Blyth Valley          | Northumberland     | 59,8 %                                    | Der Wahlkreis wurde von Labour bei allen Wahlen mit einer Ausnahme (1950) gehalten. | [ 1 ] [ 4 ] [ 21 ]          |
| Bolsover              | Derbyshire         | 70,2 %                                    | Der Wahlkreis wurde seit seiner Entstehung 1950 von Labour gehalten. Der 87-jährige Dennis Skinner, der den Unterhaussitz seit 49 Jahren innehatte, wurde bei der Wahl von 2019 besiegt. | [ 20 ] [ 22 ]               |
| Don Valley            | South Yorkshire    | 68,5 %                                    | Der Wahlkreis war seit der Wahl von 1922 von Labour gehalten worden. Caroline Flint, eine frühere Labour-Ministerin und Unterstützerin des Brexit, die seit 1997 Abgeordnete war, wurde besiegt. | [ 1 ] [ 4 ]                 |
| Dudley North          | West Midlands      | 71,4 %                                    | Seit der Entstehung des Wahlkreises 1997 und zuvor im Vorgängerwahlkreis seit 1970 von Labour gehalten. Der Wahlkreis wurde 2019 von den Konservativen mit einer Mehrheit von 11.533 gewonnen. Der aus der Fraktion ausgetretene Labour-Abgeordnete Ian Austin agierte im Unterhaus als Unabhängiger und ermutigte die Wähler, für die Konservativen zu stimmen. | [ 3 ]                       |
| Leigh                 | Greater Manchester | 63,4 %                                    | Von Labour seit der Wahl von 1922 gehalten. Andy Burnham hatte den Wahlkreis von 2001 bis 2017 vertreten, bis er Mayor von Greater Manchester wurde. | [ 3 ]                       |
| Sedgefield            | County Durham      | 58,9 %                                    | Von Labour seit 1935 gehalten. Der Wahlkreis existierte allerdings von 1974 bis 1983 nicht. Tony Blair hatte den Wahlkreis von 1983 bis zu seinem Ausscheiden aus dem Unterhaus im Juni 2007 vertreten. | [ 1 ] [ 4 ]                 |
| Wakefield             | West Yorkshire     | 62,6 %                                    | Seit der Nachwahl von 1935 von Labour gehalten. Allerdings hatte die Mehrheit bei der Wahl von 1983 nur 360 Stimmen betragen und war auch seit 2010 nur noch marginal. Die bisherige Unterhausabgeordnete Mary Creagh war eine bekannte Brexit-Gegnerin. Sie trat fünf Tage nach der Wahl Jeremy Corbyn im Parlament entgegen. | [ 23 ] [ 24 ] [ 25 ] [ 26 ] |
| Workington            | Cumbria            | 60,3 %                                    | Der Wahlkreis wurde seit 1918 mit einer Ausnahme von Labour gehalten. Der „Workington man“ wurde zum Prototyp des älteren, männlichen Wählers aus dem Norden, der zur Arbeiterklasse gehört und sich Rugby-Spiele ansieht. Der Wahlkreis wurde 2019 vom konservativen Kandidaten Mark Jenkinson, einem ehemaligen Kandidaten der UKIP, mit einer Mehrheit von 5.176 Stimmen gewonnen. | [ 1 ] [ 19 ]                |
| Ashfield              | Nottinghamshire    | 70,5 %                                    | Von Labour seit 1955 gehalten mit Ausnahme der Nachwahl von 1977, bei der die Konservativen siegten. Der Wahlkreis war 2010 von Gloria De Piero für Labour mit einer Mehrheit von nur 192 Stimmen gewonnen worden. De Piero trat 2019 zurück; ihr früherer Büroleiter Lee Anderson beerbte sie als Abgeordneter, nachdem er die Konservativen besiegt hatte. Bei der Wahl von 2019 landete Labour auf dem dritten Rang nach dem Unabhängigen Jason Zadrozny, der ebenfalls euroskeptische Positionen vertrat. | [ 27 ]                      |

## Kritik am Begriff
Die Metapher der „roten Mauer“ ist als Verallgemeinerung kritisiert worden. Der Schriftsteller Alex Niven bezeichnete sie als „einen bequemen journalistischen Begriff, der in den letzten Tagen des Wahlkampfs 2019 aufkam, um einen großen, uneinheitlichen Teil des Landes nördlich von Oxford zu beschreiben.“ Lewis Baston argumentierte, dass die „rote Mauer“ politisch sehr vielfältig sei und sowohl „Bellwether“-Sitze (Leithammel) umfasse, die mit dem nationalen Trend schwankten, als auch ehemalige Bergbau- und Industriestandorte, die eine eher ungewöhnliche Verschiebung aufwiesen. Rosie Lockwood sagte unterdessen: „Seit Jahren versucht das Westminster-Establishment, den Norden durch Schlagworte zu definieren. Das jüngste ist 'die rote Mauer'.“ In einem Artikel für den Daily Telegraph argumentierte Royston Smith, Abgeordneter für Southampton Itchen, dass sein Sitz im postindustriellen Southampton einer der ersten „Red Wall“-Sitze war, die von der Labour-Partei gewonnen wurden, als er bei den Parlamentswahlen in Großbritannien 2015 Abgeordneter der Konservativen wurde.
Im Juli 2021, nach dem knappen Sieg der Labour-Partei bei den Nachwahlen im Wahlkreis Batley and Spen, prangerte David Edgerton, Professor für moderne britische Geschichte am King’s College London, das Konzept der roten Mauer an und wies darauf hin, dass „der Glaube, dass die Menschen aus der Arbeiterklasse traditionell Labour wählen, nur für 25 Jahre der britischen Geschichte (und auch nur knapp) zutrifft, und das ist schon lange her“.